# Downtown Inglewood (métro de Los Angeles)
Downtown Inglewood est une station du métro de Los Angeles qui est desservie par les rames de la ligne K et située dans la ville d'Inglewood, au sud de Los Angeles en Californie. Son ouverture a eu lieu en 2022.
Il est prévu que le connecteur Inglewood Transit, une navette automatisée sur rail, vienne se greffer au réseau du métro de Los Angeles via une station qui sera adjacente à la station de métro. Cette navette reliera le complexe des sports, planifié aux fins des Jeux olympiques d'été de 2028. 

## Localisation
La station est située près de l'intersection de l'avenue Florence et de l'avenue La Brea dans le centre-ville d'Inglewood.

## Histoire
Initialement prévue pour être inaugurée en 2021, la station ouvre ses portes le 7 octobre 2022.

## Service

### Desserte
- Le Forum
- Casino d'Hollywood Park
- Hôtel de ville d'Inglewood
- Palais de justice d'Inglewood
- Rue Market
- Stade SoFi des Rams et des Chargers de Los Angeles de la Ligue nationale de football

## Architecture et œuvres d'art
La station intègre des œuvres d'art de l'artiste Kenturah Davis.